# Polau

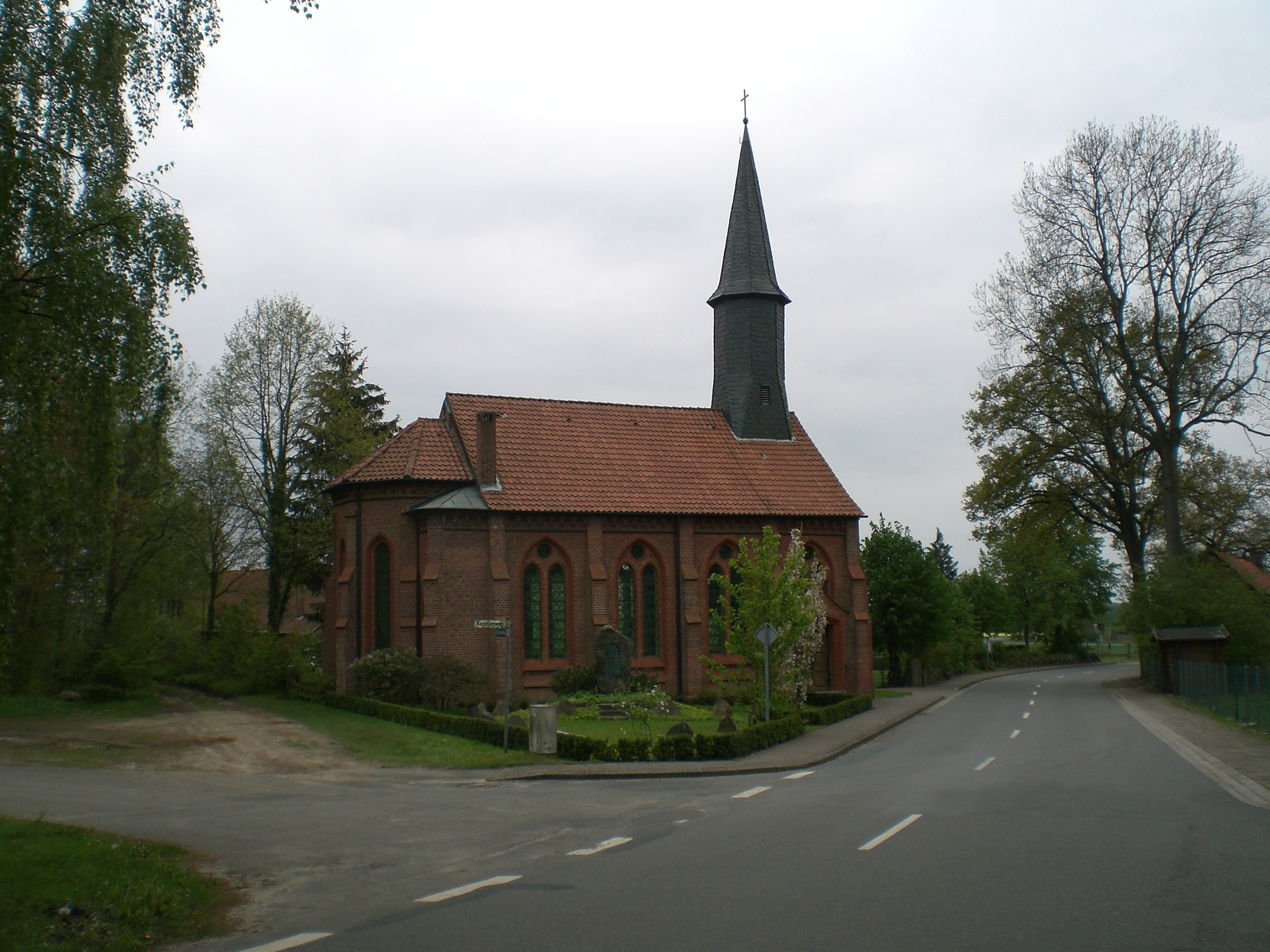
St.-Laurentius-Kapelle Polau

Polau ist ein Ortsteil der Gemeinde Rosche im niedersächsischen Landkreis Uelzen. Der kleine Ort  liegt etwa 20 km östlich von Uelzen.
Die zunächst eigenständige Gemeinde wurde anlässlich der Gebietsreform am 1. Juli 1972 in die Gemeinde Rosche eingegliedert.
Im Ort ist die neogotische St.-Laurentius-Kapelle sehenswert, die 1896 den Vorgängerbau ersetzte. Sie ist zusammen mit dem Kriegerdenkmal und der Friedhofsmauer als Baudenkmal ausgewiesen (siehe Liste der Baudenkmale in Rosche#Einzeldenkmale in Polau).
| Jahr | Einwohner |
| ---- | --------- |
| 1885 | 79        |
| 1939 | 70        |
| 1949 | 105       |
| 1961 | 54        |
| 1970 | 38        |
| 2008 | 37        |